# San Mateo Atenco
San Mateo Atenco est une ville de l'État de Mexico, au Mexique.

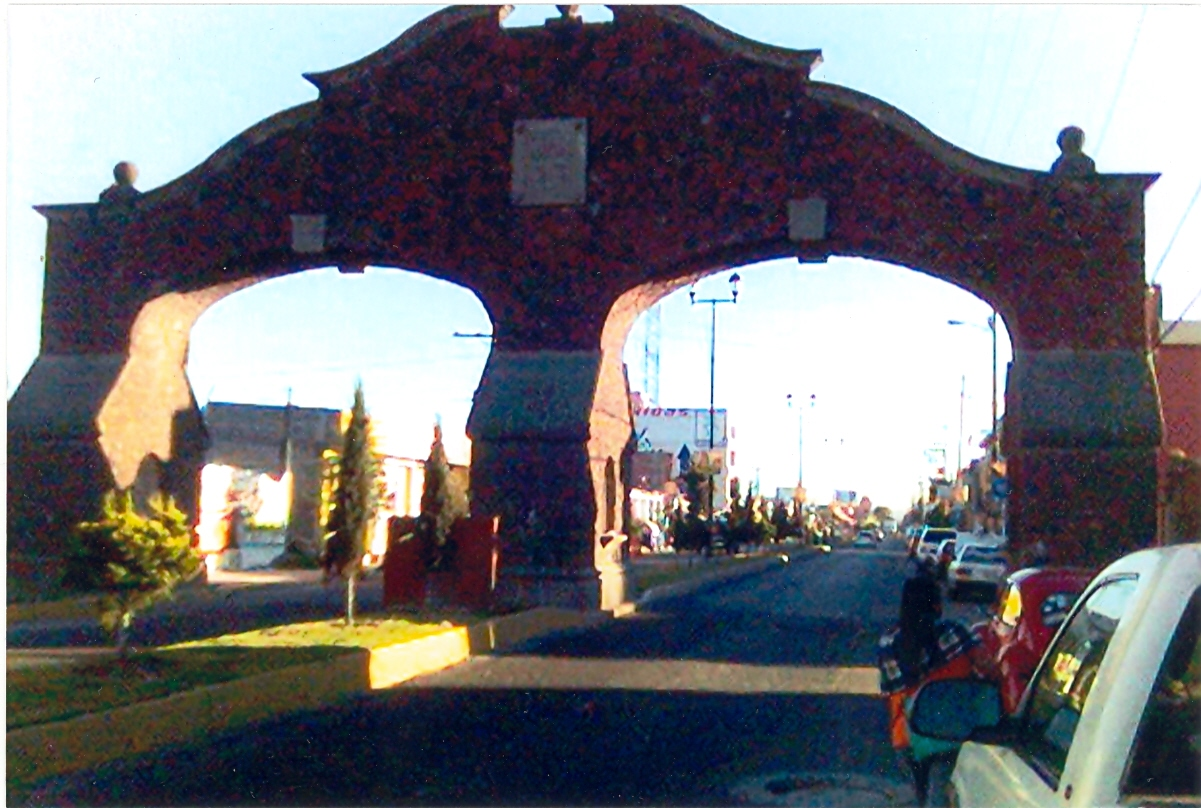
Entrée de San Mateo Atenco